# Немања Ђековић
Немања Ђековић (Крушевац, 9. мај 2003) српски је фудбалер који тренутно наступа за Напредак из Крушевца.

## Каријера
Ђековић је прошао млађе категорије крушевачког Напретка са којим је у октобру 2020. потписао свој први професионални уговор. За први тим матичног клуба дебитовао је у завршници сусрета 20. кола Суперлиге Србије, против београдског Партизана, ушавши у игру уместо Мирољуба Костића. У игру је до краја сезоне улазио и против Црвене звезде, те Пролетера односно Новог Пазара. Претпоследњег дана јула 2021. Ђековић је наступио на сусрету са крагујевачким Радничким, у оквиру 3. кола наредне суперлигашке сезоне. Касније је прослеђен параћинском Јединству за које је наступао у Српској лиги Исток до краја календарске године. Читаву утакмицу у Суперлиги Србије за Напредак је по први пут одиграо 13. марта 2022. када је сусрет са Партизаном завршен без погодака. Свој први погодак у професионалној каријери постигао је у победи на гостовању Спартаку у Суботици, дана 3. септембра 2022. исте године. То је допринело да буде изабран у тим 10. кола Суперлиге Србије за такмичарску 2022/23. Други погодак те сезоне постигао је на сусрету с истим противником, у Крушевцу. Тада је био стрелац већ у другом минуту утакмице, док је у 70. скривио једанаестерац који је реализовао Лука Бијеловић за коначних 1 : 1. Стандардно је наступао и у такмичарској 2023/24, али је пред почетак пролећног дела сезоне претрпео повреду предњег укрштеног лигамента колена.  Убрзо је оперисан те је у наредном периоду одсуствовао с терена. Почетком септембра 2024. потписао је нови уговор с клубом. У другом колу сезоне 2025/26, Ђековић је био двоструки стрелац у ремију с екипом Новог Пазара. Оба пута је погодио главом након удараца из угла које је извео Милош Тошески.

## Репрезентација
Ђековић се нашао на списку селектора младе репрезентације Србије, Горана Стевановића, за пријатељске сусрете на Кипру у новембру 2022. На првој утакмици, против екипе домаћина, одиграо је свих 90 минута. Наредне године је био и на списку Душана Ђорђевића. Наступио је на почетку квалификационог циклуса за Европско првенство, против одговарајуће екипе Азербејџана, ушавши у игру уместо Матеје Ђорђевића у 87. минуту утакмице.

## Статистика

### Клупска
Ажурирано 17. августа 2025.
|                   |          |                  |    |   |   |   |   |   |   |   |    |   |  |  |
| Напредак Крушевац | 2020/21. | Суперлига Србије | 4  | 0 | 0 | 0 | — | — | — | — | 4  | 0 |  |  |
| Напредак Крушевац | 2021/22. | Суперлига Србије | 9  | 0 | — | — | — | — | — | — | 9  | 0 |  |  |
| Напредак Крушевац | 2022/23. | Суперлига Србије | 28 | 2 | 1 | 0 | — | — | — | — | 29 | 2 |  |  |
| Напредак Крушевац | 2023/24. | Суперлига Србије | 17 | 1 | 1 | 0 | — | — | — | — | 18 | 1 |  |  |
| Напредак Крушевац | 2024/25. | Суперлига Србије | 21 | 2 | 3 | 0 | — | — | 2 | 0 | 26 | 2 |  |  |
| Напредак Крушевац | 2025/26. | Суперлига Србије | 4  | 2 | 0 | 0 | — | — | — | — | 4  | 2 |  |  |
| Напредак Крушевац | Укупно   | Укупно           | 83 | 7 | 5 | 0 | — | — | 2 | 0 | 90 | 7 |  |  |
|                   |          |                  |    |   |   |   |   |   |   |   |    |   |  |  |

### Утакмице у дресу репрезентације
| Репрезентација Србије у узрасту до 21 године старости | Репрезентација Србије у узрасту до 21 године старости | Репрезентација Србије у узрасту до 21 године старости | Репрезентација Србије у узрасту до 21 године старости | Репрезентација Србије у узрасту до 21 године старости | Репрезентација Србије у узрасту до 21 године старости | Репрезентација Србије у узрасту до 21 године старости | Репрезентација Србије у узрасту до 21 године старости | Репрезентација Србије у узрасту до 21 године старости | Репрезентација Србије у узрасту до 21 године старости |
| #                                                     | Датум                                                 | Такмичење                                             | Локација                                              | Домаћин                                               | Резултат                                              | Гост                                                  | Гол                                                   | Реф.                                                  |                                                       |
| ----------------------------------------------------- | ----------------------------------------------------- | ----------------------------------------------------- | ----------------------------------------------------- | ----------------------------------------------------- | ----------------------------------------------------- | ----------------------------------------------------- | ----------------------------------------------------- | ----------------------------------------------------- | ----------------------------------------------------- |
| 1.                                                    | 20. новембар 2022.                                    | Пријатељска утакмица                                  | Никозија                                              | Кипар                                                 | 2 : 2                                                 | Србија                                                |                                                       | [ 31 ]                                                |                                                       |
| 2.                                                    | 23. новембар 2022.                                    | Пријатељска утакмица                                  | Ларнака                                               | Србија                                                | 1 : 1                                                 | Северна Македонија                                    |                                                       | [ 32 ]                                                |                                                       |
| 3.                                                    | 12. септембар 2023.                                   | Квалификације за Европско првенство                   | Кућа фудбала, Стара Пазова                            | Србија                                                | 2 : 0                                                 | Азербејџан                                            |                                                       | [ 20 ]                                                |                                                       |
| 2                                                     | Укупан број утакмица и постигнутих погодака           | Укупан број утакмица и постигнутих погодака           | Укупан број утакмица и постигнутих погодака           | Укупан број утакмица и постигнутих погодака           | Укупан број утакмица и постигнутих погодака           | Укупан број утакмица и постигнутих погодака           | 0                                                     |                                                       |                                                       |